# Megingaudo di Treviri
Megingaudo di Treviri (in tedesco Megingoz) (X secolo – Coblenza, 24 dicembre 1015) fu arcivescovo di Treviri dal 1008 al 1015.

## Biografia
Probabilmente era originario della Bassa Franconia, ma il nome dei suoi genitori non è noto. Megingaudo cominciò la sua carriera di alto prelato come protoscrinario della cappella palatina di Ottone III e prevosto di Magonza. Nel 1008, su iniziativa del re Enrico II il Santo, fu eletto arcivescovo di Treviri, nonostante la sua candidatura non fosse gradita al capitolo della cattedrale e al popolo di Treviri. Nel 1012 prese parte alla consacrazione della cattedrale di Bamberga. Poiché la sede arcivescovile di Treviri era sotto il controllo dell'antiarcivescovo Adalberone di Lussemburgo, Megingaudo non poté prendere possesso della propria cattedra nemmeno con la forza delle armi dell'Imperatore, pertanto decise di porre la sua sede a Coblenza. Infine, nella primavera del 1015, in cambio del possesso del castello di Treviri, l'antiarcivescovo si sottomise. Megingaudo non riuscì comunque a ottenere il controllo reale della cattedra di Treviri, poiché morì lo stesso anno a Coblenza.